# Louis Philibert
Pour les articles homonymes, voir Philibert.
 (juin 2021).
Si vous disposez d'ouvrages ou d'articles de référence ou si vous connaissez des sites web de qualité traitant du thème abordé ici, merci de compléter l'article en donnant les références utiles à sa vérifiabilité et en les liant à la section « Notes et références ».
Louis Philibert, né le 12 juillet 1912 à Pertuis (Vaucluse) et mort le 21 juin 2000 à Aix-en-Provence (Bouches-du-Rhône), est un homme politique et résistant français. Membre de la SFIO puis du PS, il est député (1962-1986) et sénateur (1989-1998) des Bouches-du-Rhône.

## Biographie
Ouvrier agricole à douze ans après avoir obtenu son certificat d'études, puis ouvrier dans l'administration des ponts et chaussée, il fait une carrière « au mérite » qu'il termine comme conducteur principal des travaux publics.
Militant socialiste, adhérent à la SFIO en 1930, il est aussi investi dans le syndicalisme avec la CGT, devenant d'ailleurs secrétaire départemental du syndicat des ponts et chaussées.
Mobilisé en 1939, il participe ensuite à la Résistance et achève la guerre comme sous-lieutenant des FFI. Il est décoré de la médaille de la Résistance française, puis de la Légion d'honneur à ce titre.
Il entame en 1947 une carrière d'élu politique qui sera particulièrement longue : conseiller municipal du Puy-Sainte-Réparade, il en devient le maire en 1953 pour ne plus jamais perdre ce mandat. Il cultive dès cette période son image d'élu issu du peuple, rappelant ses petits métiers des débuts, parlant provençal, évoquant souvent ses souvenirs de chasse.
En 1955, il entre à l'assemblée départementale en prenant le canton de Peyrolles et assoit définitivement son implantation politique en étant élu député en 1962. En 1973, il devient conseiller régional de Provence-Alpes-Côte d'Azur.
Proche de Gaston Defferre, dont il est l'un des soutiens indéfectibles dans la fédération socialiste des Bouches-du-Rhône et l'un des vice-présidents du conseil régional dès 1974, il participe largement du « système », assurant des responsabilités de nombreuses structures parapubliques, comme la société du canal de Provence, qu'il préside de 1968 à 1970, puis de 1976 à 1991, ou la société marseillaise d'habitation (président de 1972 à 1978).
Président du conseil général de 1967 à 1989, député jusqu'en 1986, il est élu sénateur en 1989, pour un mandat de neuf ans.
Il décède en 2000 d'une crise cardiaque.

## Détail des fonctions et des mandats
Mandats parlementaires
- 25 novembre 1962 - 2 avril 1967 : député de l'ancienne 9e circonscription des Bouches-du-Rhône.
- 12 mars 1967 - 30 mai 1968 : député de la 9e circonscription des Bouches-du-Rhône.
- 30 juin 1968 - 1er avril 1973 : député de la 9e circonscription des Bouches-du-Rhône.
- 11 mars 1973 - 2 avril 1978 : député de la 9e circonscription des Bouches-du-Rhône.
- 19 mars 1978 - 22 mai 1981 : député de la 9e circonscription des Bouches-du-Rhône.
- 21 juin 1981 - 1er avril 1986 : député de la 9e circonscription des Bouches-du-Rhône.
- 24 septembre 1989 - 30 septembre 1998 : sénateur des Bouches-du-Rhône.

## Décorations
- Commandeur de la Légion d'honneur ( France).
- Croix de guerre 1939–1945 ( France).
- Médaille de la Résistance française ( France).
- Chevalier de l'Ordre du Mérite social ( France).
- Croix du combattant de l'Europe.
- Commandeur de l'ordre du Mérite brabançon ( Belgique).
- Commandeur des Vétérans des guerres étrangères ( États-Unis).